# Peter Herrmann (Produzent)
Peter Herrmann (* 27. Dezember 1954 in Starnberg) ist ein deutscher Filmproduzent.

## Leben
Nach dem Studium der Ethnologie in München begann Herrmann, als Dokumentarfilm-Regisseur und Produzent zu arbeiten. Gin für die Götter, ein 90-minütiger Dokumentarfilm über Voodokulte in Westafrika, war sein erster Erfolg und wurde auf dem Filmfest München uraufgeführt. Im Jahr 1994 war er Mitbegründer der MTM, eines Münchner Filmproduktionsunternehmens, mit dem er 2003 den oscarprämierten Film Nirgendwo in Afrika produzierte. Seit 2004 arbeitet er auch für die Desert Flower Filmproduktion GmbH. Von 2014 bis 2019 war Peter Herrmann Mitglied des Vergabeausschusses für Projektfilmförderung der Filmförderungsanstalt. Von Anfang 2015 bis Ende 2021 war er Aufsichtsratsvorsitzender der German Films Service + Marketing GmbH, dem Informations- und Beratungszentrum für den weltweiten Export deutscher Filme. Seit 2018 hat Peter Herrmann die Professur Creative Producing an der Internationalen Filmschule Köln inne.

## Filmografie (Auswahl)
- 1988: Gin für die Götter
- 1994: Polizeiruf 110: Gespenster
- 1995: Inzest – Ein Fall für Sina Teufel
- 1995: Der Totmacher
- 1994: Tatort: Klassen-Kampf
- 1996: Tatort: Perfect Mind – Im Labyrinth
- 1998: Fette Welt
- 1998: Die Bubi-Scholz-Story
- 2000: Eine Handvoll Gras
- 2001: Nirgendwo in Afrika
- 2002: Olgas Sommer
- 2002: Der Felsen
- 2003: Hip Hop: A Tale from the Hood
- 2009: Wüstenblume
- 2012: Anleitung zum Unglücklichsein
- 2013: Exit Marrakech
- 2023: Thabo – Das Nashorn-Abenteuer

## Auszeichnungen (Auswahl)
- 2002: Bayerischer Filmpreis – Produzent Nirgendwo in Afrika
- 2002: Deutscher Filmpreis – Bester Spielfilm Nirgendwo in Afrika
- 2003: Oscar – Bester  nicht englischsprachiger Film Nirgendwo in Afrika
- 2009: Bayerischer Filmpreis  – Produzent Wüstenblume